# Durmenach
Durmenach là một xã thuộc tỉnh Haut-Rhin trong vùng Grand Est, đồng bắc Pháp. Xã này có diện tích 5,76 km², dân số năm 1999 là 924 người. Khu vực này có độ cao trung bình 365 mét trên mực nước biển.